# 360-km-Rennen von Jerez 1986

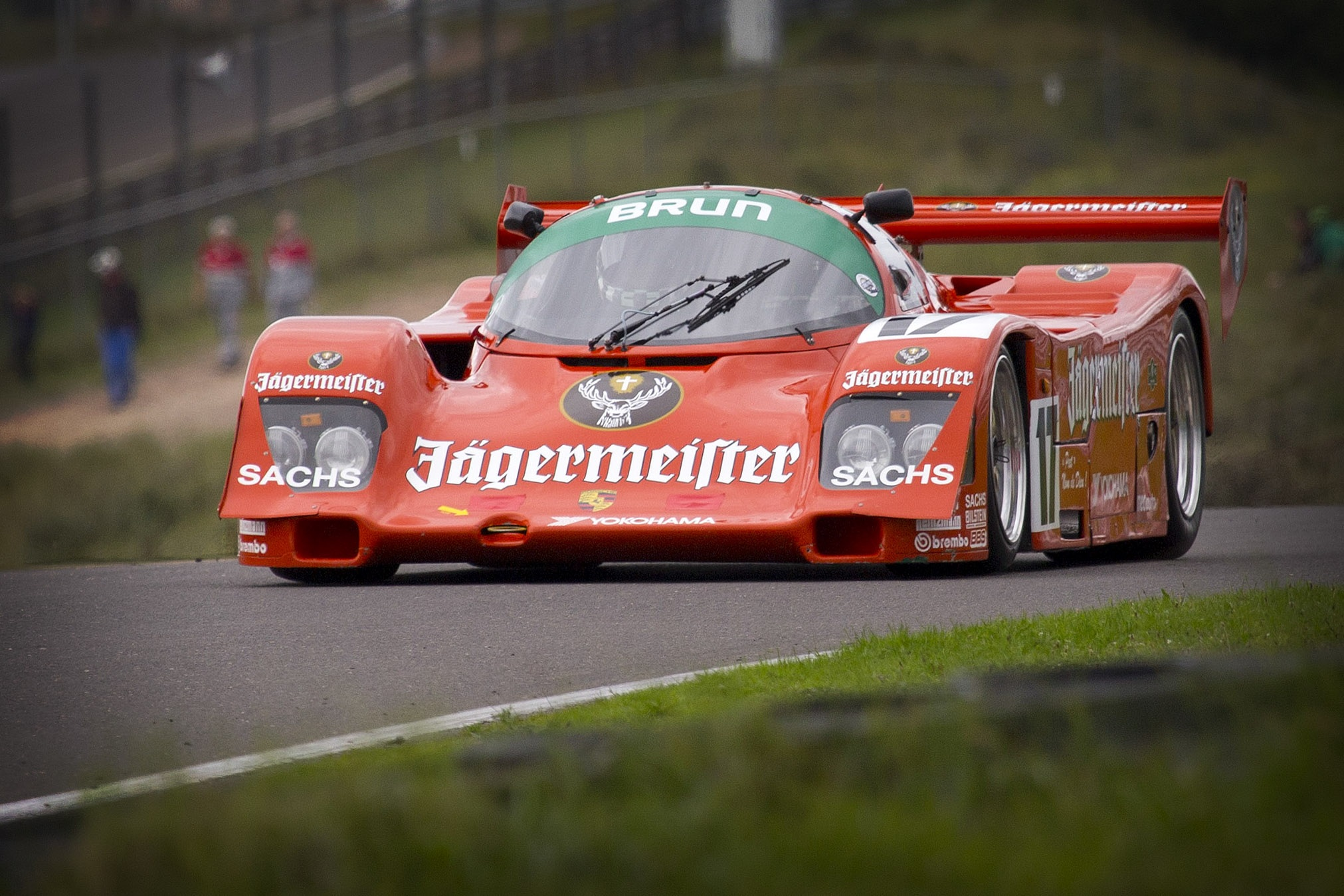
Brun Motorsport-Porsche 926C

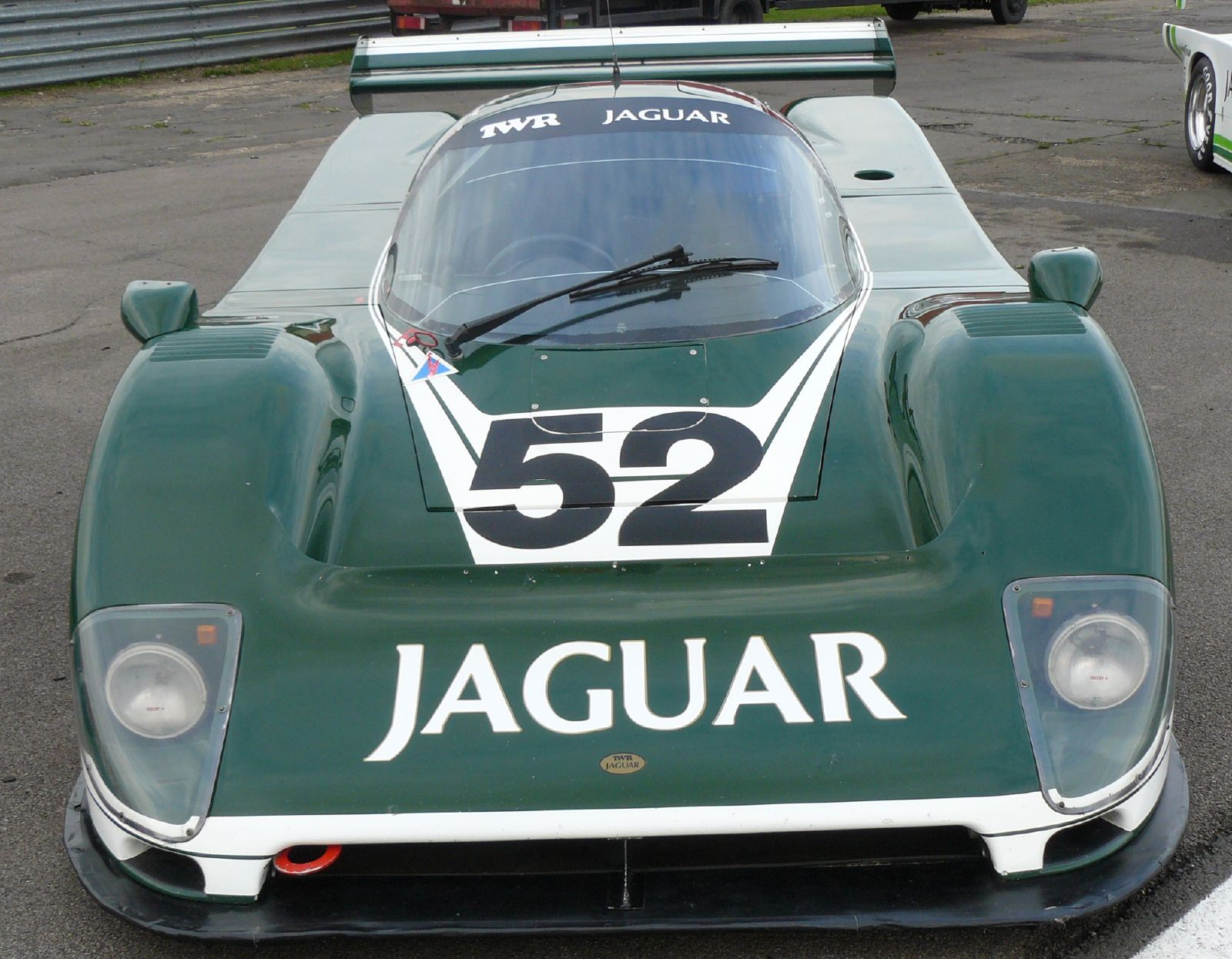
Der drittplatzierte Jaguar-XJR-6 von Derek Warwick und Jan Lammers

Das 360-km-Rennen von Jerez 1986, auch Trofeo Silk Cut, Jerez, fand am 3. August auf dem Circuito de Jerez statt und war der sechste Wertungslauf der Sportwagen-Weltmeisterschaft dieses Jahres.

## Das Rennen
Ein Starterfehler war der Auslöser einer Kettenreaktion, die zu einer Kollision aller drei Werks-Jaguar in der ersten Runde führte. Das Pace-Car führte das Starterfeld, gefolgt vom aus der Pole-Position startenden Walter Brun im Porsche 956, durch die Einführungsrunde zurück zur Start-und-Ziel-Geraden. Brun fuhr langsam im dritten Gang und wartete auf die Startfreigabe. Obwohl die Ampel noch auf Rot stand, überholten die drei Jaguar-Fahrer Gianfranco Brancatelli, Eddie Cheever und Derek Warwick Brun noch vor der Startlinie. Wie sich nach dem Rennen herausstellte, unterband ein lokaler Funktionär den Abbruchsversuch des US-amerikanischen Starters, indem er illegal die Ampel auf Grün schaltete. Das sorgte für Irritationen im Feld. Während Brancatelli in Führung liegend kurz vom Gas ging, fuhr ihm der hinterherfahrende Warwick in der ersten Kurve seitlich ins Auto und drehte sich von der Strecke. Eddie Cheever konnte nicht mehr ausweichen und kollidierte ebenfalls mit Brancatelli. Während Warwick den abgestorbenen Motor des Jaguar nach zwei Runden wieder starten konnte und dem Feld hinterherfuhr, mussten die beiden übrigen Jaguar zur Reparatur der Karosserien die Boxen ansteuern. Im weitern Verlauf des Rennens fielen beide Wagen mit Defekten an den Antriebswellen aus.
Derek Warwick konnte das Rennen fortsetzen und erreichte mit Partner Jan Lammers den dritten Endrang und hielt dadurch seine Chancen auf den Gewinn des Fahrer-Weltmeistertitels aufrecht. Nach dem Debakel im Team von Tom Walkinshaw blieben die Brun-Porsche ungefährdet. Oscar Larrauri und Jesús Pareja gewannen im Porsche 962C vor Teameigner Walter Brun und Frank Jelinski im 956. In der C2-Klasse blieben Gordon Spice und Ray Bellm im Spice SE86C erfolgreich.

## Ergebnisse

### Schlussklassement
| 1               | C1 | 18  | Brun Motorsport                         | Oscar Larrauri Jesús Pareja                 | Porsche 962C   | 86 |
| 2               | C1 | 17  | Brun Motorsport                         | Walter Brun Frank Jelinski                  | Porsche 956    | 86 |
| 3               | C1 | 52  | Silk Cut Jaguar                         | Derek Warwick Jan Lammers                   | Jaguar XJR-6   | 84 |
| 4               | C1 | 9   | Obermaier Racing                        | Fulvio Ballabio Dudley Wood Jürgen Lässig   | Porsche 956    | 82 |
| 5               | C2 | 10  | Spice Engineering                       | Gordon Spice Ray Bellm                      | Spice SE86C    | 79 |
| 6               | C2 | 75  | ADA Engineering                         | Evan Clements Ian Harrower                  | Gebhardt JC843 | 78 |
| 7               | C2 | 105 | Kelmar Racing                           | Pasquale Barberio Maurizio Gellini          | Tiga GC85      | 77 |
| 8               | C1 | 33  | John Fitzpatrick Racing                 | Fermín Vélez Emilio de Villota              | Porsche 956B   | 76 |
| 9               | C1 | 66  | Cosmic Racing                           | Tiff Needell Costas Los                     | March 84G      | 69 |
| 10              | C2 | 97  | RBR Tiga                                | Max Cohen-Olivar David Palmer               | Tiga GC285     | 64 |
| Nicht klassiert |    |     |                                         |                                             |                |    |
| 11              | C2 | 72  | John Bartlett Racing with Goodman Sound | Robin Donovan Nick Adams                    | Bardon DB1     | 57 |
| Ausgefallen     |    |     |                                         |                                             |                |    |
| 12              | C2 | 89  | Martin Schanche Racing                  | Torgjer Kleppe Martin Schanche              | Argo JM19      | 75 |
| 13              | C2 | 98  | RBR Tiga                                | Pierre Chauvet David Andrews                | Tiga GC286     | 73 |
| 14              | C1 | 51  | Silk Cut Jaguar                         | Eddie Cheever Martin Brundle                | Jaguar XJR-6   | 40 |
| 15              | C1 | 53  | Silk Cut Jaguar                         | Gianfranco Brancatelli Jean-Louis Schlesser | Jaguar XJR-6   | 12 |
| 16              | C2 | 99  | RBR Tiga                                | Thorkild Thyrring John Sheldon              | Tiga GC286     | 12 |
| 17              | C1 | 55  | John Fitzpatrick Racing                 | Paco Romero Adrián Campos                   | Porsche 962C   | 7  |

### Nur in der Meldeliste
Hier finden sich Teams, Fahrer und Fahrzeuge, die ursprünglich für das Rennen gemeldet waren, aber aus den unterschiedlichsten Gründen daran nicht teilnahmen.
| Pos. | Klasse | Nr. | Team              | Fahrer             | Chassis       |
| ---- | ------ | --- | ----------------- | ------------------ | ------------- |
| 18   | C1     |     | Sponsor Gest Team | Alessandro Nannini | Lancia LC2-85 |

### Klassensieger
| Klasse | Fahrer         | Fahrer       | Fahrzeug     | Platzierung im Gesamtklassement |
| ------ | -------------- | ------------ | ------------ | ------------------------------- |
| C1     | Oscar Larrauri | Jesús Pareja | Porsche 962C | Gesamtsieg                      |
| C2     | Gordon Spice   | Ray Belllm   | Spice SE86C  | Rang 5                          |

### Renndaten
- Gemeldet: 18
- Gestartet: 17
- Gewertet: 10
- Rennklassen: 2
- Zuschauer: 4500
- Wetter am Renntag: heiß und trocken
- Streckenlänge: 4,218 km
- Fahrzeit des Siegerteams: 2:27:47,340 Stunden
- Gesamtrunden des Siegerteams: 86
- Gesamtdistanz des Siegerteams: 362,748 km
- Siegerschnitt: 147,270 km/h
- Pole Position: Frank Jelinski – Porsche 956 (#17) – 1:33,480 = 162,438 km/h
- Schnellste Rennrunde: Oscar Larrauri – Porsche 962C (#18) – 1:38,090 = 154,805 km/h
- Rennserie: 6. Lauf zur Sportwagen-Weltmeisterschaft 1986